# Grenier du chapitre de Cahors
Le grenier du chapitre est l'ancien grenier du chapitre de chanoines de la cathédrale Saint-Étienne situé à Cahors, en France.

## Description
Le grenier du chapitre se trouve entre la galerie sud du cloître et la rue Saint-James. Le bâtiment est du XIIIe siècle. On voit encore au fond de la cour du no 7 rue Saint-James une porte ogivale et une fenêtre avec colonnette centrale et chapiteau à feuillage. En haut de la façade se voient seize corbeaux sculptés, pour la plupart bien conservés.
Accolé au bâtiment, il y a une tour du XIe et l'ancienne prévôté finit l'angle du cloître.

## Localisation
Le grenier est situé sur la commune de Cahors, dans le département français du Lot. L'entrée se situe au 27 rue Saint-James.
L'entrée de la tour est au 19 place Chapou et celle de l'ancienne prévôté au 1 place Chapou.

## Historique
Le grenier est à présent une galerie d'art.
Le grenier, la tour et la prévôté sont inscrits au titre des monuments historiques par arrêté du 6 juin 2019.